# زهرة المفرقعة النارية
هي نبتة معمرة تنتمي إلى الفصيلة النرجسية. وتنمو في ولاية كاليفورنيا بالولايات المتحدة الأمريكية. وهي ذات أوراق منخفضة دقيقة تشبه النصل العشبي، وتنمو ساقها الرشيقة إلى ارتفاع نحو متر. أما أزهارها الأنبوبية الشكل فذات لون قرمزي مخضرة في أطرافها. تنمو هذه النباتات جيدا في مناطق ظليلة جزئيا، ذات تربة عميقة مفككة، وتصريف جيد، تختلط بها الأوراق الغنية بالمواد العضوية